# Savā Sareh
Savā Sareh (persiska: سوا سره) är en ort i Iran.   Den ligger i provinsen Mazandaran, i den norra delen av landet, 200 km öster om huvudstaden Teheran. Savā Sareh ligger 1 535 meter över havet och antalet invånare är 157.
Terrängen runt Savā Sareh är bergig söderut, men norrut är den kuperad. Runt Savā Sareh är det ganska tätbefolkat, med 111 invånare per kvadratkilometer. Närmaste större samhälle är Kīāsar, 9,7 km norr om Savā Sareh. Trakten runt Savā Sareh består i huvudsak av gräsmarker.